# Marchetti Glacier
Marchetti Glacier är en glaciär i Antarktis. Den ligger i Östantarktis. Nya Zeeland gör anspråk på området. Marchetti Glacier ligger 1 256 meter över havet.
Terrängen runt Marchetti Glacier är kuperad norrut, men söderut är den bergig. Trakten är obefolkad. Det finns inga samhällen i närheten. 